# Nocarodes znojkoi
Nocarodes znojkoi is een rechtvleugelig insect uit de familie Pamphagidae. De wetenschappelijke naam van deze soort is voor het eerst geldig gepubliceerd in 1938 door Miram.